# مرد هزارچهره (فیلم ۲۰۱۶)
مرد هزارچهره (به اسپانیایی: El hombre de las mil caras‎) یک فیلم سینمایی دلهره‌آور به کارگردانی آلبرتو رودریگز لیبره‌رو محصول سینمای اسپانیا که در سال ۲۰۱۶ منتشر شد.